# Parc national de Namadgi
Le parc national de Namadgi (en anglais : the Namadgi National Park) est situé dans la partie sud ouest du Territoire de la capitale australienne (en abrégé anglais : ACT), jouxtant le parc national du Kosciuszko en Nouvelle-Galles du Sud. Situé à 40 km de Canberra, il couvre environ 46 % du territoire de la capitale. Il possède une partie de l'extrémité nord des collines granitiques des Alpes australiennes et notamment le point culminant du territoire : le mont Bimberi (1 912 m). Sa végétation va des plaines herbacées aux prairies alpines en passant par les forêts d'eucalyptus pauciflora. La faune y est aussi variée : kangourous géants, wallabies, wombats, pies, perruches omnicolores, corbeaux. Les captages d'eau du parc fournissent à peu près 85 % de l'eau de Canberra.
Dans cette région de montagnes, on observe des variations importantes de températures avec des nuits d'hiver très froides (il y a normalement de la neige en hiver sur les sommets et il n'est pas rare d'en trouver dans tout le parc) et les changements de températures peuvent être très brutaux sur quelques heures.
Le nom du parc est celui que les aborigènes locaux avaient donné aux montagnes de la région. La présence d'une population locale remonte à plus de 21 000 ans. Il y a de nombreux vestiges humains (notamment les peintures du « Yankee Hat » remontant à plus de 800 ans). Les indigènes, notamment les « Ngunnawals » y attachent beaucoup d'importance et ils participent à la direction du parc.

## Galerie

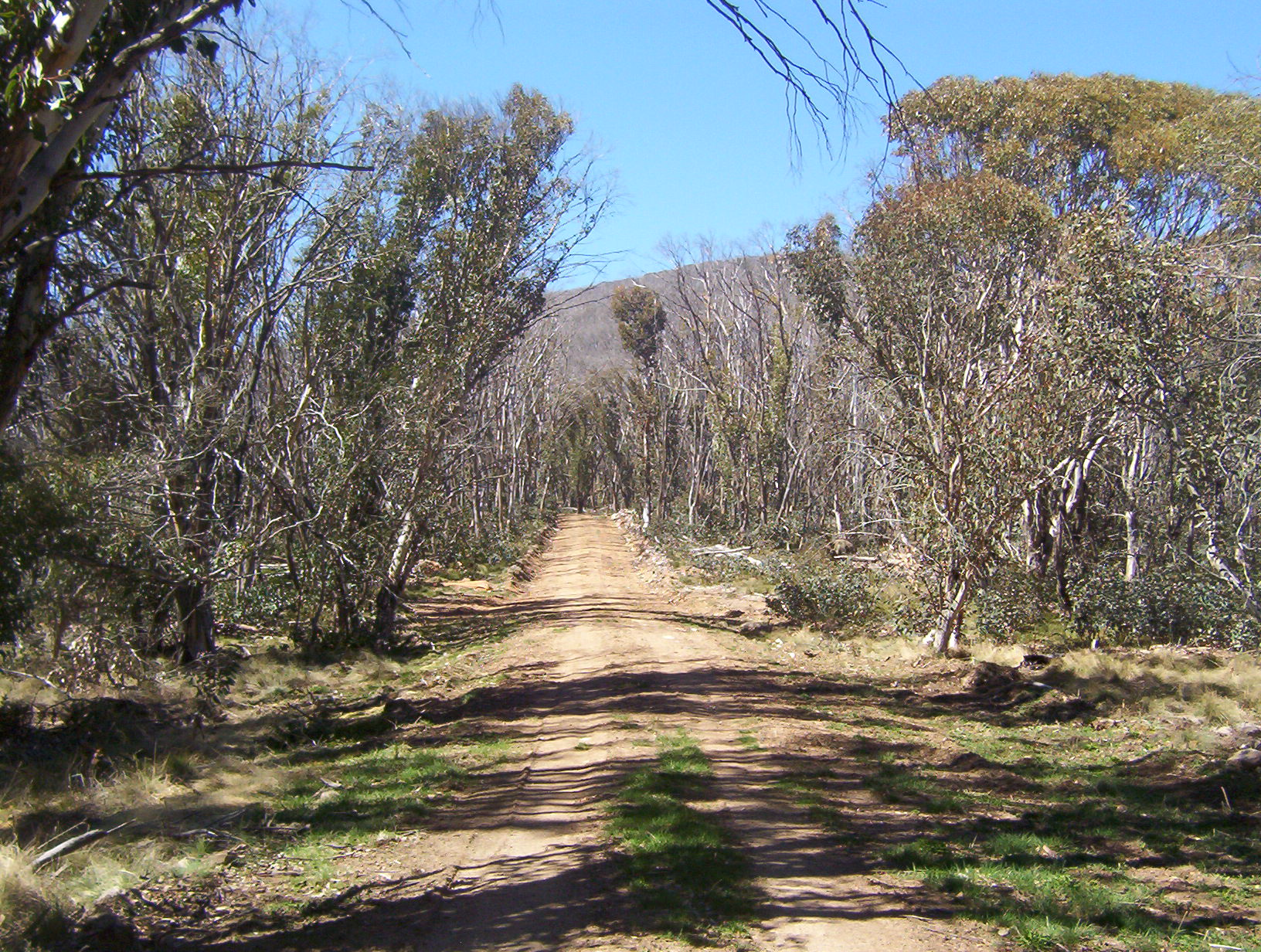
Sentier de randonnée
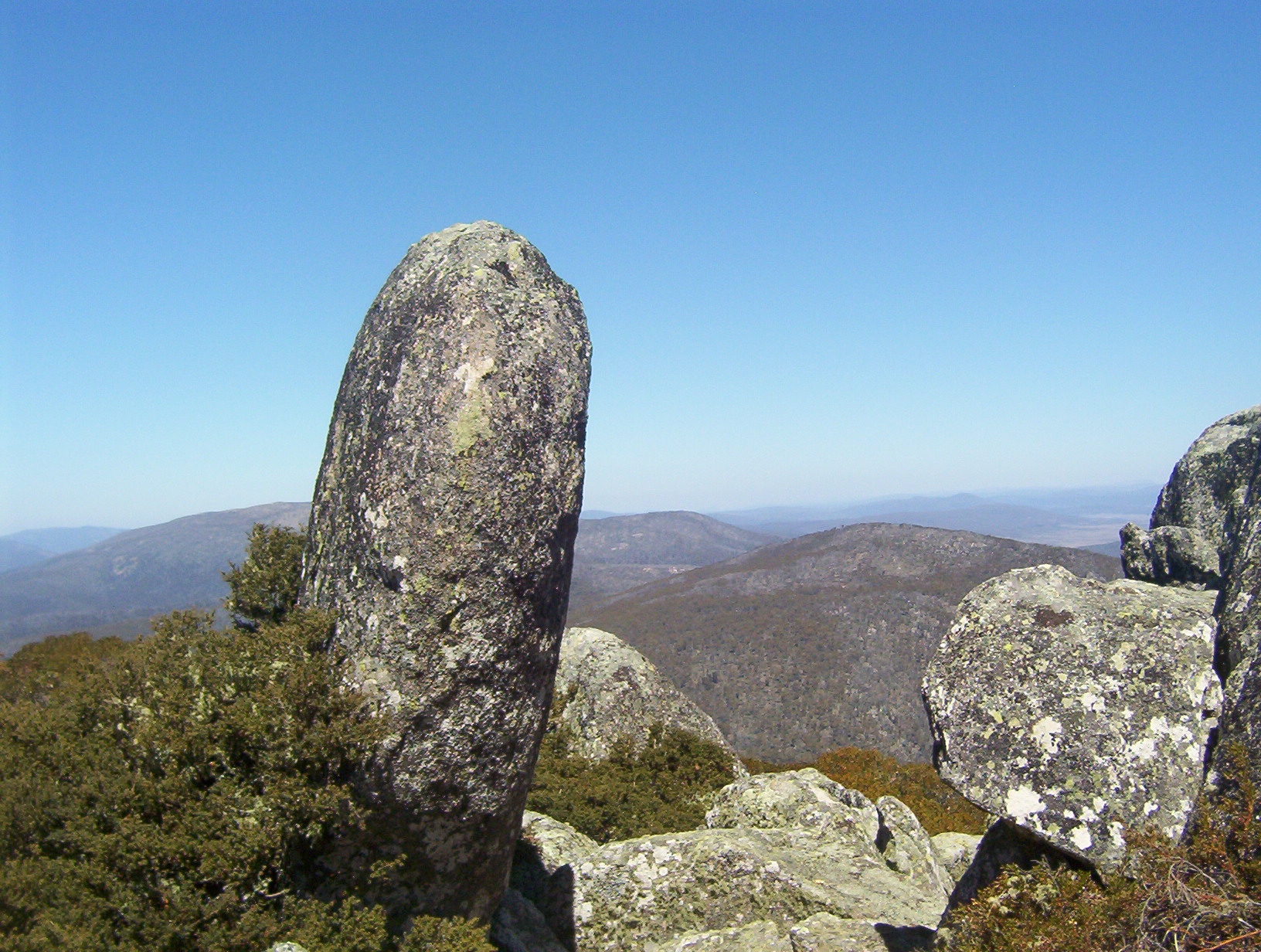
Le parc
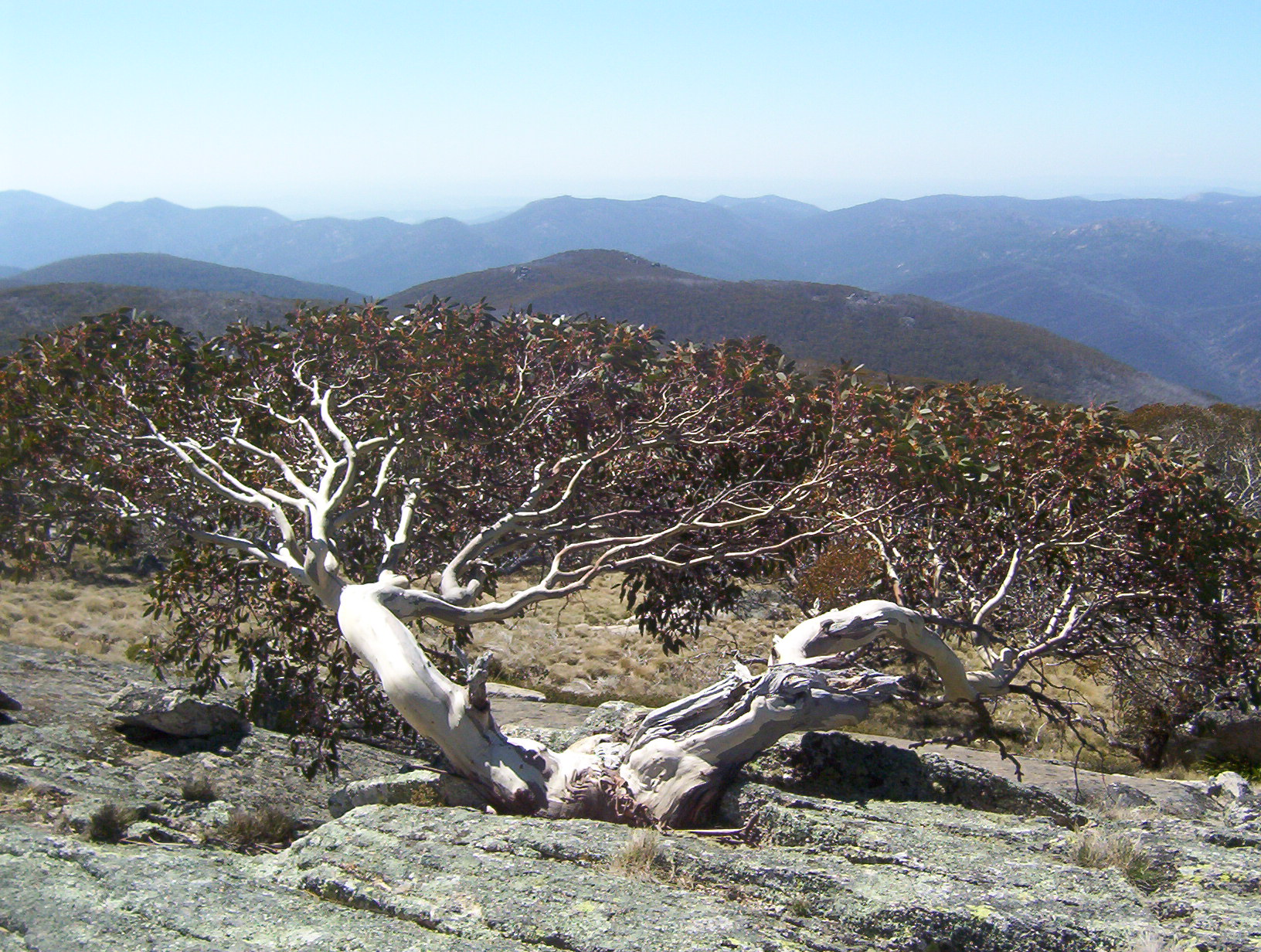
Eucalyptus pauciflora